# Bill Jennings
 Bill Jennings  (13. září 1923 Griekwastad – 1. září 2010) byl jihoafrický automobilový závodník, účastník formule 1 v rámci mistrovství Jihoafrické republiky.

## Závody F1 nezapočítávané do MS
| Rok  | Grand Prix                       | Okruh       | Vůz      | Pozice    | Výsledky |
| ---- | -------------------------------- | ----------- | -------- | --------- | -------- |
| 1961 | Grand Prix Rand                  | Kyalami     | Jennings | 11. místo | Výsledky |
| 1961 | Grand Prix du Natal              | Westmead    | Jennings | 9. místo  | Výsledky |
| 1961 | Grand Prix Jihoafrické republiky | East London | Jennings | 12. místo | Výsledky |
| 1962 | Grand Prix Cape                  | Killarney   | Jennings | Odstoupil | Výsledky |